# Лоренцо Коста
Лоре́нцо Ко́ста (італ. Lorenzo Costa; 1460, Феррара — 5 березня 1535, Мантуя) — італійський художник доби Відродження.

## Біографія
Народився у Феррарі, але приблизно у двадцятирічному віці переїхав до Болоньї і мав більший вплив на Болонську школу живопису. Однак, оскільки багато художників в той час працювали в обох цих містах, його іноді вважають представником Феррарської школи. Існують припущення, що він навчався у Козімо Тура.

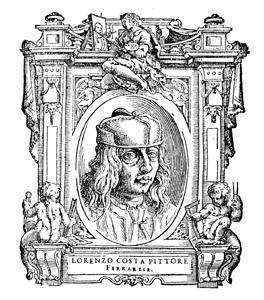
Портерт Лоренцо Коста з «Життєписів» Вазарі

У 1483 році написав відомий «Вівтар Бентівольйо» та інші фрески у капелі Бентівольйо в церкві Сан Джакомо Маджоре, Болонья. Був другом Франческо Франча, на якого здійснив значний вплив. У 1509 році переїхав до Мантуї, де був придворним художником маркіза Франческо Гонзаги й Ізабелли д'Есте. Для кабінету останньої у Палаццо Дукале в Мантуї він виконав «Алегорію двору Ізабелли д'Есте» (нині в Луврі) і «Міф про Камуса» — дві міфологічні картини, засновані на малюнках Мантеньї.

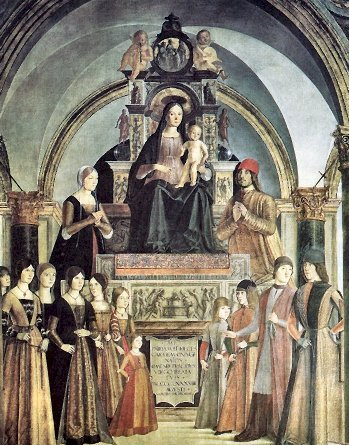
Вівтар Бентівольйо
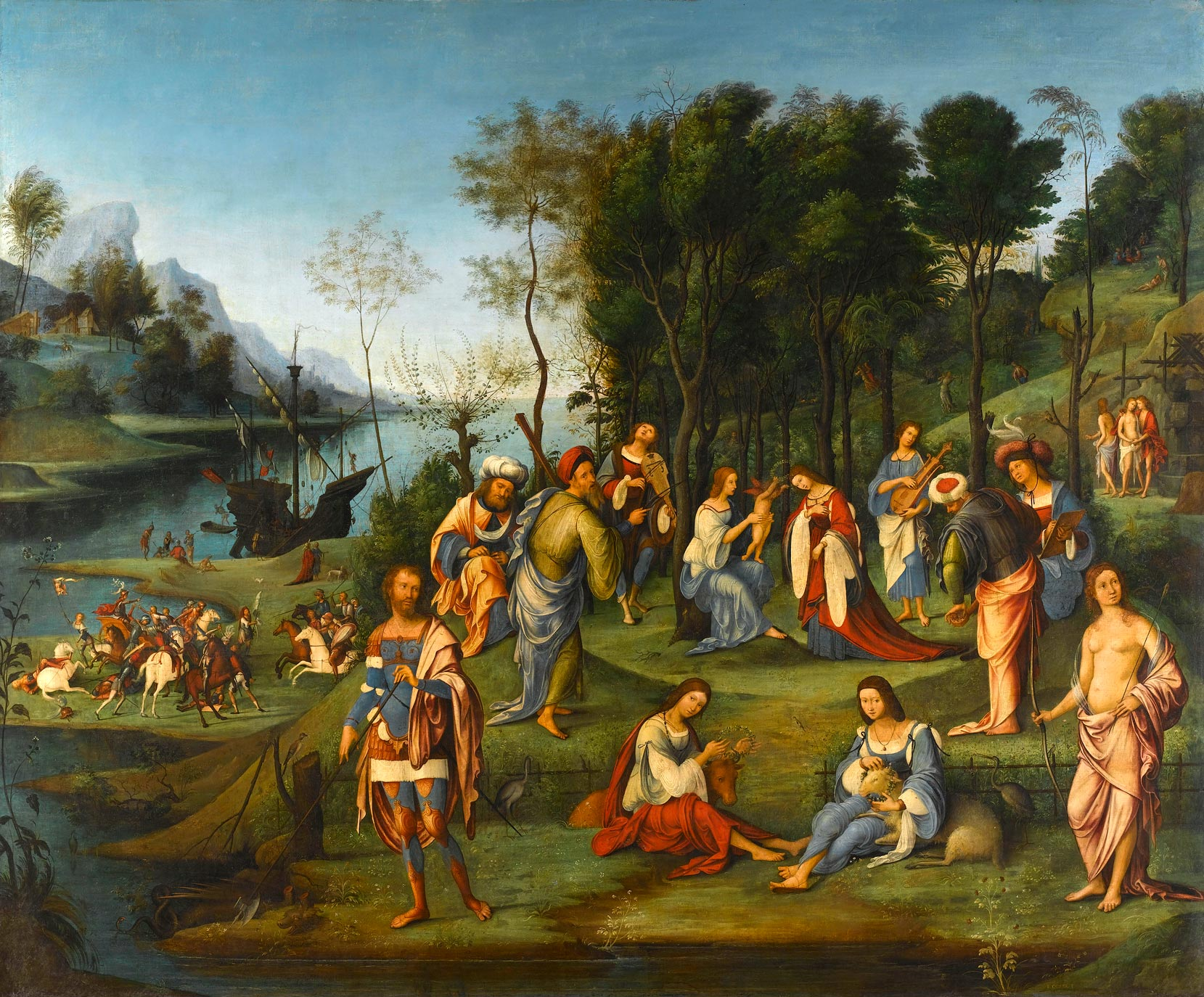
Алегорія двору Ізабелли д'Есте
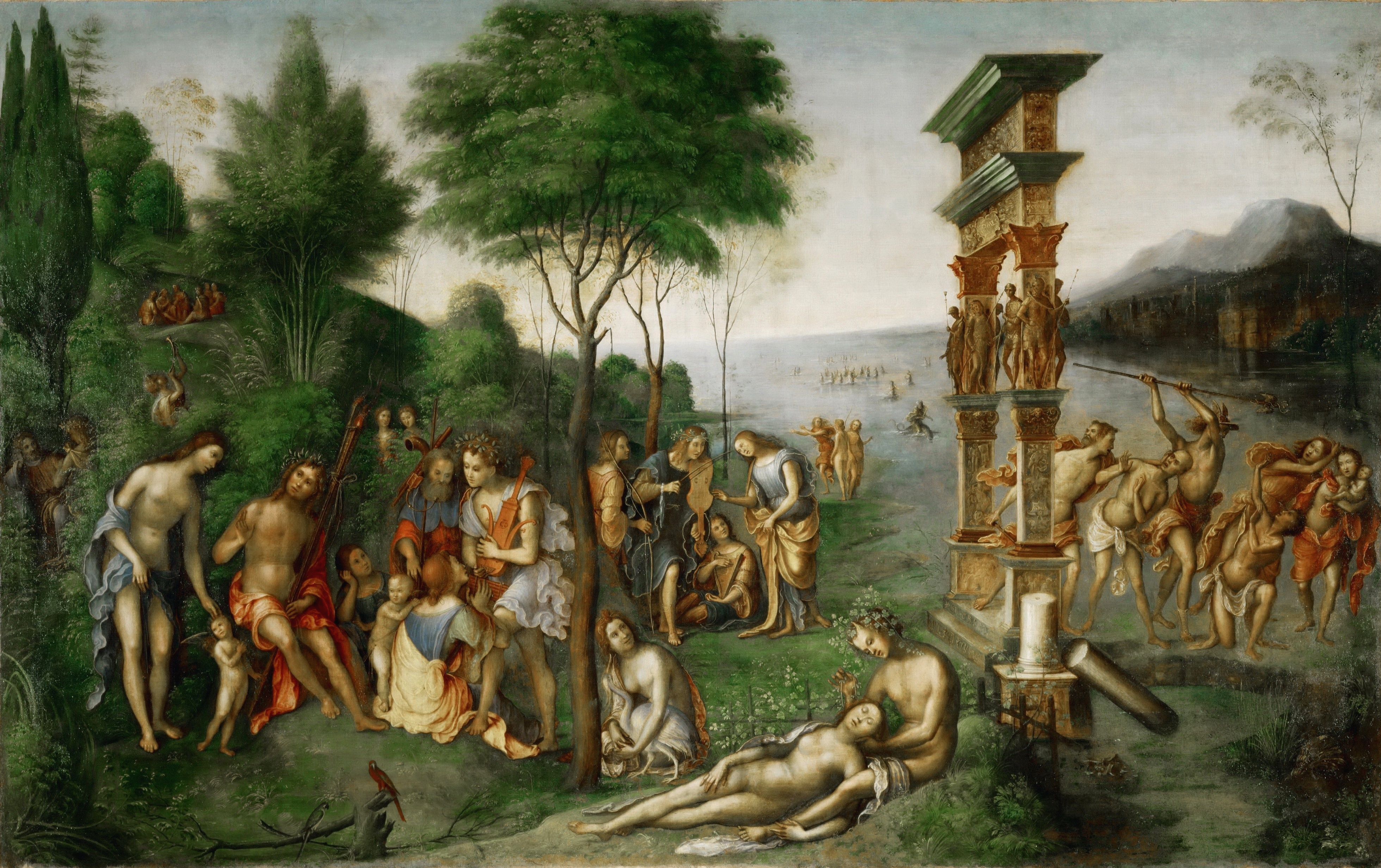
Міф про Камуса